# Pimenta-caiena
Pimenta-caiena, pimenta-de-caiena ou pimenta-de-cayenne é uma variedade de Capsicum annuum. Deve o seu nome à cidade de Caiena (Cayenne) na Guiana francesa. Sua origem veio das Américas, levado para a Europa através das expedições.
O fruto da pimenta-caiena seco e moído é usado como condimento picante.
É muito utilizado na culinária de diversos países, como Índia, Estados Unidos e México. 
Estudos científicos comprovam que este condimento é um analgésico natural, tendo eficácia comprovada na redução da dor.

## Ver também

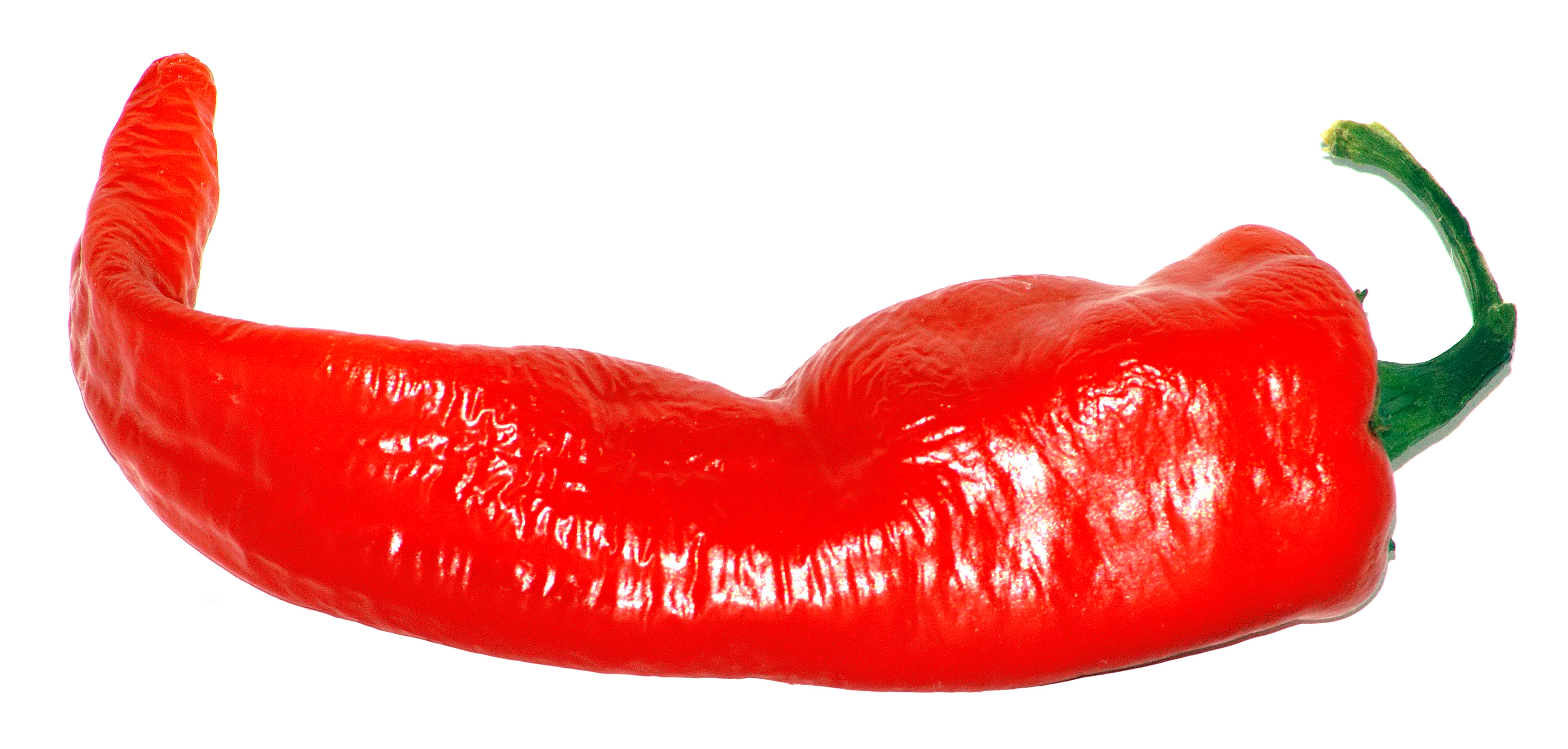
O fruto da pimenta-caiena.

## Leitura de apoio
- Uma breve história do mundo / Geoffrey Blainey ; [versão brasileira da editora] - São Paulo, SP : Editora Fundamento, 2009. Pág. 202. ISBN 85-88350-77-7.